# Krasnaje (rejon homelski)
Krasnaje (biał. Краснае; ros. Красное, Krasnoje, pol. hist. Krasne) – agromiasteczko na Białorusi, w obwodzie homelskim, w rejonie homelskim, w sielsowiecie Krasnaje. Od południa graniczy z Homlem.

## Historia
W XIX i w początkach XX w. wieś i folwark, będący własnością książąt Paszkiewiczów. Położone było wówczas w Rosji, w guberni mohylewskiej, w powiecie homelskim. Następnie w granicach Związku Sowieckiego. Od 1991 w niepodległej Białorusi.

## Transport
Znajduje się tu węzeł drogi magistralnej M5 z obwodnicą Homla.